# Куспек
Куспек (каз. Құспек) — село в Айыртауском районе Северо-Казахстанской области Казахстана. Входит в состав Константиновского сельского округа. До 2018 года входило в состав Нижнебурлукского сельского округа. Код КАТО — 593247700.

## География
Расположено около озера Куспек.

## Население
В 1999 году население села составляло 1304 человека (637 мужчин и 667 женщин). По данным переписи 2009 года, в селе проживало 868 человек (433 мужчины и 435 женщин).

## Известные жители и уроженцы
- Бакубаева, Кулян Сергалиевна (род. 1939) — Герой Социалистического Труда.